# Bob Skelton
Bob Skelton (n. 25 iunie 1903, Wilmette⁠(d), Cook County, Illinois, SUA – d. 25 iunie 1977, Houston, Texas, SUA) a fost un înotător american, medaliat olimpic. A participat la o ediție a Jocurilor Olimpice (1924) în care a câștigat două medalii de aur.